# زلزال بيرو 2019
زلزال بيرو 2019 هو زلزالٌ وقعَ في إقليم لوريتو في البيرو بتاريخ 26 مايو 2019. بلغت شدتهُ على مقياس درجة العزم حوالي 8.